# Hans Hermann Groër
Hans Hermann Groër, né le 13 octobre 1919 à Vienne (Autriche) et mort le 24 mars 2003 à Sankt Pölten, était un cardinal autrichien, bénédictin et archevêque de Vienne de 1986 à 1995. Il est impliqué dans une affaire de pédophilie qui poussera le Vatican à le démettre de ses fonctions.

## Biographie

### Prêtre
Hans Hermann Groër est ordonné prêtre le 12 avril 1942 par le cardinal Theodor Innitzer pour le diocèse de Vienne. le 7 septembre 1976, 34 ans plus tard, à l'âge de 58 ans, il entre dans l'ordre de Saint-Benoît et devient bénédictin dans l'abbaye de Göttweig. Il participe ensuite à la fondation de l'abbaye cistercienne de Marienfeld (de).

### Évêque et cardinal
Nommé archevêque de Vienne le 15 juillet 1986, il est consacré le 14 septembre suivant par le cardinal Franz König.
Le 21 février 1987, il devient ordinaire pour les catholiques autrichiens de rites orientaux.
Jean-Paul II le crée cardinal le 28 juin 1988 avec le titre de cardinal-prêtre de Ss. Gioacchino e Anna al Tuscolano.

### Accusation d'abus sexuels
En mars 1995, un ancien élève de Groër révèle dans le magazine autrichien Profil que le cardinal, quand il était enseignant, se livrait à des attouchements sexuels sur ses élèves et qu'il avait fait de lui son amant durant quatre années.
Groër ne répond pas à ces accusations, mais démissionne immédiatement de ses fonctions de président de la Conférence épiscopale autrichienne, officiellement pour raison d'âge,.
Le Vatican nomme dès la semaine suivante un archevêque coadjuteur avec droit de succession, Christoph Schönborn. Celui-ci reconnaît alors publiquement la responsabilité de son prédécesseur dans ces affaires. Le 14 septembre 1995, Gröer démission de son poste d'archevêque. 
Groër n'admettra jamais sa culpabilité, ne présentera jamais d'excuses et ne demandera jamais pardon aux personnes se disant ses victimes. Mais son successeur, Christoph Schönborn demandera, en 1998, le pardon des catholiques autrichiens pour les actes commis par le cardinal Groër, peu avant la visite du pape en Autriche.
En 2010, Schönborn accuse le cardinal Angelo Sodano, déjà mêlé à l'affaire Maciel, d'avoir bloqué sa tentative d'enquêter sur les activités de Groër,.
Cette accusation, ces non-dits, ces demi-aveux auront pour répercussion la création d'une association de catholiques autrichiens qui se constituera ensuite en un vaste mouvement d'initiative populaire (plus d'un demi-million de personnes), « Wir sind Kirche », qui revendiquera que soient engagées des réformes profondes dans le fonctionnement de l'Église catholique.
Hubertus Czernin, auteur d'un livre, en 1998, sur l'affaire, Das Buch Groer, estime que Groër a abusé de plus de 2 000 jeunes hommes.

## Mort
Hans Hermann Groer meurt le 24 mars 2003 d'une pneumonie dans un hôpital de Sankt Pölten, où il avait été traité pour un cancer. Il est enterré dans le cimetière de l'abbaye de Marienfeld (de), un monastère de femmes cisterciennes qu'il a contribué à fonder en 1974.